# Юнаев, Бени Израхович
Бени Израхович Юнаев
 (7 мая 1996, Хадера, Израиль) — российский футболист, нападающий.
В Израиле был до 2016 года в составе «Маккаби». В феврале 2017 провёл один матч на Кубке ФНЛ в составе петербургского «Зенита-2» — в матче против «Кубани» (0:0) вышел на замену на 78-й минуте. 24 февраля был заявлен за «Зенит» под 88 номером, по окончании сезона был отзаявлен. В марте 2018 перешёл в клуб чемпионата Латвии «Паланга», за который дебютировал 5 апреля — в домашнем матче против каунасского «Жальгириса» (1:0) вышел на замену на 70-й минуте.